# Киркулешти (Ђурђу)
Киркулешти (рум. Chirculești) насеље је у Румунији у округу Ђурђу у општини Јепурешти. Oпштина се налази на надморској висини од 76 m.

## Становништво
Према подацима из 2002. године у насељу је живело 88 становника, од којих су сви румунске националности.